# 佩珀派克
佩珀派克（英文：Pepper Pike）是一個位於美國俄亥俄州凱霍加縣克里夫蘭市郊的城市。佩珀派克於2010年的人口為5,979人。

## 历史
於1763年，16個开拓者到達這一帶。同年，位於今佩珀派克、狩猎谷、莫兰山、奥兰治和伍德米尔位置的桔乡正式成立。於1831年，美國總統詹姆斯·A·加菲尔德於桔乡出生。在1880年代末， 乳品业和奶酪生产业成为了乡镇的主要行业。於1924年，桔乡的西北部份居民進行公民投票，將今佩珀派克的部份從桔乡中分割出來，成為現今的佩珀派克。「佩珀派克」這個名字是以居住並工作於主要交通走廊的佩珀家族命名。於1970年，佩珀派克正式獲得城市地位，並推行市长理事会的政府營運模式。當年城市的人口為5,123人，而於1980年上升至6,177人。但總人口從末超越6,200人。
於2002年6月22日，佩珀派克市長布鲁斯·埃克斯、奥兰治市長凯西·马尔卡希、伍德米尔市長查尔斯·史密斯、莫兰山市長苏珊·仁达和凯霍加县长官 埃德·菲茨杰拉德共同舉辦了一個记者招待会，並告訴傳媒他們正在討論關於合併這四个区域的建議。

## 地理
佩珀派克的座標為41°28′37″N 81°28′8″W / 41.47694°N 81.46889°W （41.476836，-81.468975）。
根據美国人口调查局，佩珀派克總面積為7.1平方英里（18平方），其中有7.1平方英里（18平方），即0.14%的土地為水域。

## 人口
根據2010年人口普查，佩珀派克擁有5,979居民、2,203户人和1,857個家庭。其人口密度為851.5人每平方英里（328.9/km²）。佩珀派克擁有2,296間房屋单位，其密度為323.7間每平方英哩（125.0間/km²）。 
佩珀派克的人口是由86.3%白人、6.5%黑人、0.2%土著、5.5%亞洲人（2.4%印度人、1.2%華人、0.7%韓國人、0.4%菲律賓人、0.3% 巴基斯坦人）、 0.1%其他種族和1.6%混血构成。而西班牙裔或拉丁美洲人僅佔人口1.4%。
佩珀派克的一戶平均收入為$149,631美金，家庭平均收入為$166,765，而人均收入則為$68,984。而約3.1%人口收入在贫窮线以下。在25歲以上的人口中，69.7%擁有學士或以上學位。
在5,979居民中，有23.6%為18歲以下、4.8%為18至24歲、16.7%為25至44歲、34.5%為45至64歲以及20.3%為65歲以上。人口的年齡中位數為48歲，而每100個女性就有91.6個男性。於2000年，佩珀派克的1,000戶中有32.0%擁有一個或以上的兒童（18歲以下）、78.3%為同居夫妻、5.0%為獨居女性、而有15.7%為非家庭。其中14.0%為獨居。平均每戶有2.62人，而平均每個家庭則有2.88人。

## 教育
佩珀派克的教育是由奥兰治市学校系统提供。几十年来，奥兰治高中都是美国俄亥俄州以至整个美国內最好的公立学校之一。